# みさっきー・みさきーちょ
みさっきーおよびみさきーちょは大阪府泉南郡岬町のマスコットキャラクターである。
岬町は2012年8月に庁内でマスコットキャラクター作りを始めた。11月 - 12月にデザインを公募し、5作品に絞った上で2013年2月から3月にかけて町民の投票によって決定した。
名称は3月から4月にかけて募集し、319通の応募の中から「みさっきー」と「みさきーちょ」に決定した。「みさきーちょ」の由来は岬町が大阪府最南端の先っちょにあることによる。ゆるキャラブームの中で、ほかのキャラとの違いを打ち出すために双子キャラとした。岬町の花「つつじ」、みさき公園の「イルカ」、岬町の夕日をモチーフにしている。

## プロフィール
誕生日はともに8月8日で、年齢は永遠の8歳。
ゆるキャラである「みさっきー」は主に岬町内において活動し、「みさきーちょ」は岬町観光大使として町外を中心に活動を行なう。